# Wyżnia Magura Rycerowa
Wyżnia Magura Rycerowa (niem. Großer Rittkogel, słow. Veľká Licierova magura, węg. Nagy-Lovag-hegy, 1995 m) – jeden ze szczytów Liptowskich Kop w słowackich Tatrach. Znajduje się w bocznym ich grzbiecie zwanym Magurą Rycerową, pomiędzy Wielką Kopą Koprową, oddzielony od niej przełęczą Wyżni Rycerowy Zawracik (1945 m), a Pośrednią Magurą Rycerową (1933 m).
Wyżnia Magura Rycerowa jest szczytem zwornikowym, na jej wierzchołku grań rozgałęzia się na dwa grzbiety; jeden biegnie w zachodnim kierunku przez Pośrednią Magurę Rycerową do Niżniej Magury Rycerowej, drugi w północnym do Rycerowej Kopy. Od Rycerowej Kopy szczyt oddzielony jest przełęczą Niżni Rycerowy Zawracik.
Nazwa magura jest pochodzenia wołoskiego i w języku wołoskim oznaczało wzgórze, pagórek, kopiec.
W przeszłości Magura Rycerowa była wypasana. Od 1949 r. rejon ten stanowi obszar ochrony ścisłej TANAP-u i jest niedostępny turystycznie. Stoki Wyżniej Magury są bezleśne, w większości trawiaste lub porastające kosówką. Jest widoczna z czerwonego szlaku turystycznego biegnącego granią główną Tatr od Czerwonych Wierchów na Kasprowy Wierch.

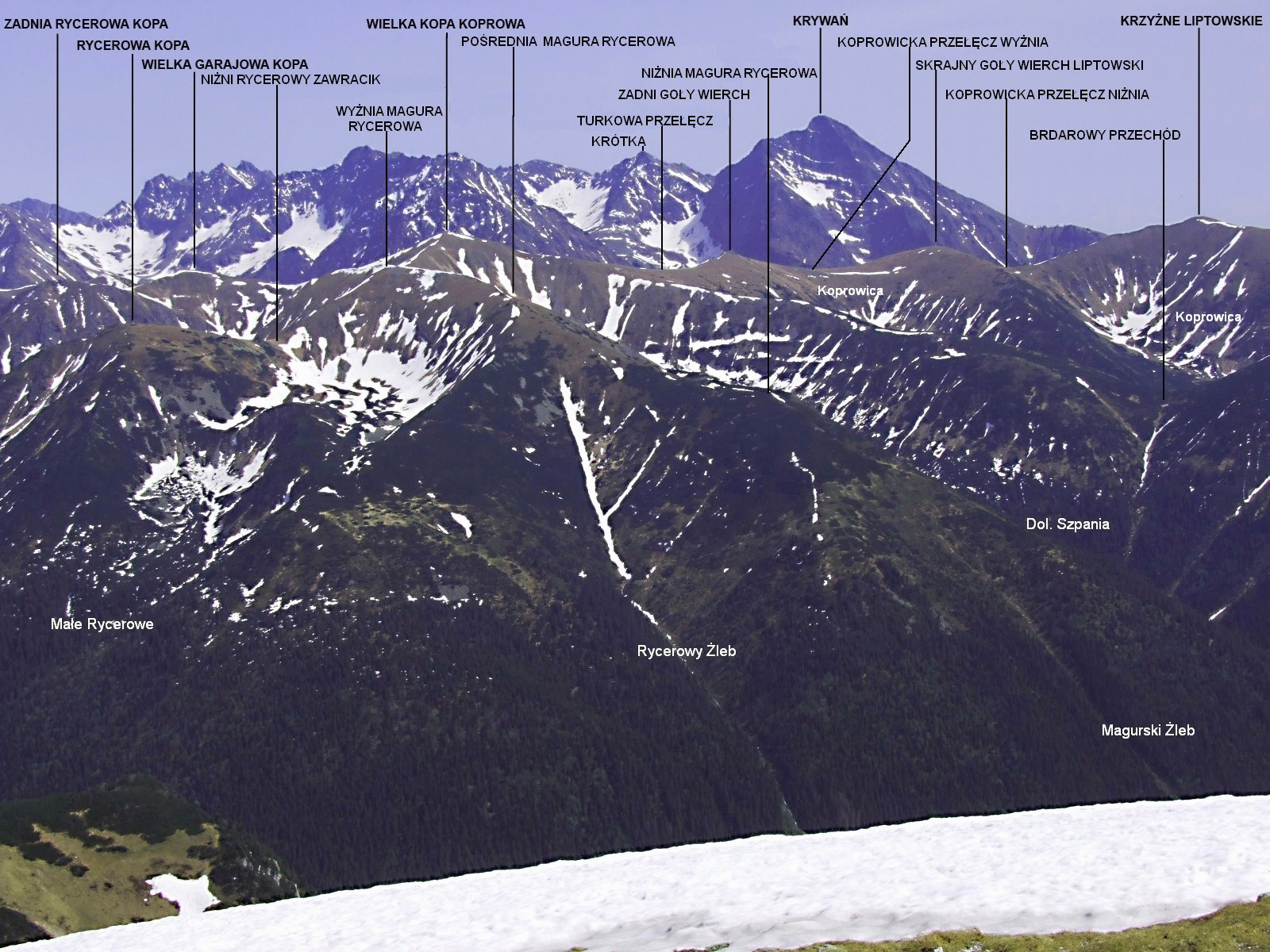
Widok z Małołączniaka